# کنت‌نشین روسیون
کنت‌نشین روسیون (کاتالونیایی: Comtat de Rosselló، لاتین: Comitatus Ruscinonensis) یکی از کنت‌نشینهای کاتالان در مارکا هیسپانیکا در قرون وسطی بود. حاکمان این کنت‌نشین کنت‌های روسیون بودند که منافع آن‌ها هم در شمال و هم در جنوب پیرنه بود. روسیون، منطقه تاریخی و فرهنگی که بخش جنوب پیرنه-اورینتال فرانسه را در بر می‌گیرد و با استان سابق روسیون مطابق است. شهر اصلی آن همیشه پرپینیان بوده‌است.